# Alexander Mühlen
Alexander Mühlen (* 24. Mai 1942 in Krefeld; † 13. Oktober 2021 in Bonn) war ein deutscher Diplomat, der sich auch schriftstellerisch betätigte.

## Leben
Alexander Mühlen machte 1961 sein Abitur und studierte Rechtswissenschaft in Bonn und an der École nationale d’administration in Paris. 1965 absolvierte er sein erstes juristisches Staatsexamen. 1967 wurde Mühlen mit der Arbeit Die Schädigung von Drittbetrieben im Arbeitskampf zum Dr. iur. promoviert. 1971 absolvierte er sein zweites juristisches Staatsexamen und trat in den auswärtigen Dienst ein.
Alexander Mühlen sammelte während der Attaché-Ausbildung praktische Erfahrungen in der deutschen Botschaft Stockholm. 1974 war Alexander Mühlen Legationssekretär an der bundesdeutschen Vertretung in Sanaa unter Botschafter Günter Held. Alexander Mühlen war an der Wiederaufnahme der diplomatischen Beziehungen mit Aden (Demokratische Volksrepublik Jemen) beteiligt und wurde dort Geschäftsträger. Anschließend war Mühlen 1980 bis 1983 bei der ständigen Vertretung der Bundesrepublik Deutschland bei den Vereinten Nationen in Genf tätig.
Mühlen wurde Stellvertreter des Ausbildungsleiters für den höheren Dienst (1980–1983) in Bonn, dann Wirtschaftsreferent an der deutschen Botschaft in Singapur (1983–1987) sowie von 1987 bis 1991 im Auswärtigen Amt in Bonn in der Personalabteilung und der Abteilung Politik beschäftigt. Von 1991 bis 1996 war Mühlen außenpolitischer Referent der FDP-Bundestagsfraktion.
Von 1996 bis 1999 war Mühlen Stellvertreter von Werner Reichenbaum, dem Botschafter in Santiago de Chile. Von 1999 bis 2003 war er Deutscher Botschafter in Abu Dhabi und den Vereinigten Arabischen Emiraten sowie von 2003 bis 2007 in Kampala in Uganda. Von dort aus ging er in den Ruhestand.
Von September 2007 bis Sommer 2012 war Mühlen als „aktiver Pensionär“ für das Afrika-Programm der internationalen Diplomatenausbildung der Akademie des Auswärtigen Amtes in Berlin zuständig. Mühlen war Lehrbeauftragter an verschiedenen Hochschulen. Außerdem trat er mit verschiedenen Schriften, u. a. „satirischen Sonetten“, als Autor hervor.
Mühlen war verheiratet und hatte drei erwachsene Kinder. Ab 1961 war er Mitglied der katholischen Studentenverbindung KDStV Bavaria Bonn.

## Schriften
- Internationales Verhandeln. Konfrontation, Wettbewerb, Zusammenarbeit. Mit zahlreichen interkulturellen Fakten und Fallbeispielen., 4. Auflage, Lit 2010, ISBN 978-3-8258-5836-0
- Jenseits von Aden. Als Diplomat um die Welt, 2012, Dreilindenverlag Berlin
- Die Rollen der Mona Lisa, 2019, Kid Verlag
- Prominentenmischung, 2020, Kid Verlag